# Harmonie Young Silver Band

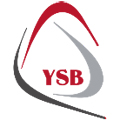
logo Harmonie "Young Silver Band", Gistel

Harmonie Young Silver Band was een harmonieorkest in Gistel in de Belgische provincie West-Vlaanderen.

## Geschiedenis
Young Silver Band startte in het najaar 1989 onder leiding van dirigent Eric Jongmans. De bedoeling was jonge mensen een kans te geven te musiceren op het hoogste niveau dat een amateurkorps kan bereiken.
In 1991 nam dirigent Julien Deprez de muzikale leiding over. Na deelnames aan de provinciale muziektornooien in 1993 en 1997 werd promoveerde de harmonie eerst naar Uitmuntendheid en vervolgens naar Ere-afdeling.
Omwille van deze muzikale topprestatie werd aan YSB de cultuurprijs 1997 van de stad Gistel toegekend. 
Ondertussen verzorgde het harmonieorkest tal van optredens zoals de jaarlijkse lenteconcerten, feestmissen en benefietconcerten.
Na vijftien jaar de harmonie te hebben gedirigeerd gaf Julien Deprez in 2005 de dirigentstok door aan Tom Collier.
In de zomer van 2011 hield YSB op te bestaan. Enkele leden werden daarna lid van de Koninklijke Harmonie Eendracht & Kunstliefde Gistel.

## Repertoire
Het repertoire werd opgebouwd met aandacht voor de hedendaagse Belgische componisten. Zo werden Genoveva van Guy Duijk, Slavia, Condacum, Mercury van Jan Van der Roost, Martenizza van Piet Swerts en Gullivers Travels en Rapunzel van Bert Appermont reeds op concertprogramma's uitgevoerd.

## Dirigenten
- 1989 - 1990: Eric Jongmans
- 1990 - 2005: Julien Deprez
- 2005 - 2011: Tom Collier